# Anastasia la Patricia

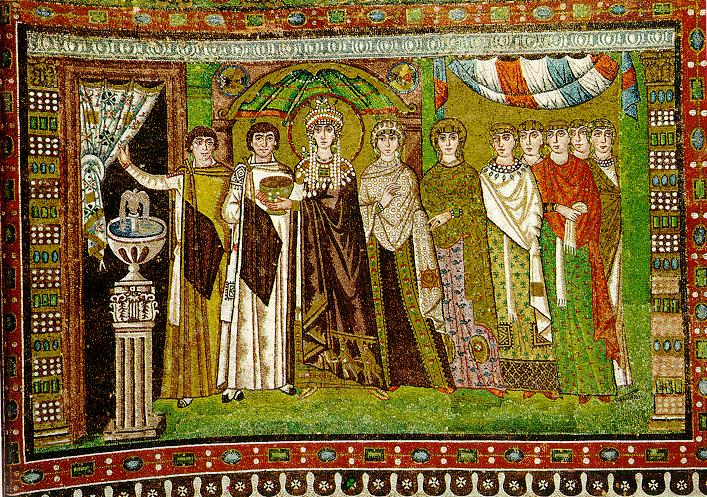
La emperatriz Teodora y sus asistentes.

Santa Anastasia la Patricia (griego: Άναστασία Πατρικία|Anastasía Patrikía; fl. 576) fue una cortesana bizantina y posteriormente santa. Fue una dama de compañía de la emperatriz bizantina Teodora. Justiniano I, esposo de Teodora, pudo haberla cortejado, lo que provocó los celos de Teodora. Para evitar problemas, Anastasia se marchó a Alejandría, en Egipto. Llegó a un lugar llamado Pempton, cerca de Alejandría, donde fundó un monasterio que más tarde llevaría su nombre. Vivió con disciplina monástica y tejía telas para mantenerse.
Tras la muerte de Teodora en 548, Justiniano intentó que Anastasia regresara a Constantinopla, sin éxito. En su lugar, Anastasia se trasladó a Escete, en busca de ayuda de Abba Daniel, hegúmeno del monasterio en ese momento. Para proteger a Anastasia, él permitió que se trasladara a una laura o celda monástica a veinte km de Escete, en el desierto, y que se vistiera como un monje (masculino) para llevar una vida de ermitaño, en un momento en que esto solo estaba permitido a los hombres. Él la visitaba semanalmente y se aseguraba de que uno de sus discípulos le llevara jarras de agua. Anastasia vivió en aislamiento allí durante veintiocho años.
En 576, consciente de su cercana muerte, escribió algunas palabras para Abba Daniel en un trozo de cerámica rota y lo colocó en la entrada de la cueva. El discípulo encontró el óstracon con las palabras "Traigan las palas y vengan aquí". Cuando Daniel escuchó esto, supo que Anastasia estaba a punto de morir. Fue a visitarla con su discípulo, le dio la comunión y escuchó sus últimas palabras. Daniel reveló los detalles completos de su historia a su discípulo después de su muerte.
Su historia sobrevive en una versión del Sinaxario Copto-Árabe y en un relato de Daniel de Escete. Su día de fiesta es el 10 de marzo en la Iglesia Ortodoxa Oriental, la Iglesia Católica, y el 26 de Tobi en el calendario de la Iglesia Copta, la fecha de su muerte dada en la Vida de Daniel de Escete en etiópico.
Anastasia ha sido adoptada por algunos en la comunidad LGBTQ como un ejemplo de santa transgénero.